# Киргиски каганат
Киргиски каганат  је држава јенисејских Киргиза, коју је основао Барсбек Каган, која је постојала у периоду од 7. до 10. века на територији Јужног Сибира, до 840. године проширена на источни Тјен Шан.
У разним периодима свог постојања губила је самосталност. Само представници из клана Аџо постали су каган. Од 840. до 925. године Киргиски каганат је био на врхунцу своје моћи. Овај период именује академик В. АТ. Бартхолд „Киргишка велика држава“  .

## Периодизација
Киргиски каганат је основан још 693. године, након што је Ујгурски каганат освојио земље јенисејских Киргиза у кинеском царству Танг.
- После устанка старих Турака против Хуана (552), јенисејски Киргизи су стекли државност [2] .
- 555-581. Држава Јенисејских Киргиза пала је у вазалну зависност од Турског каганата све до његовог распада.
- 629-632. Држава Јенисејских Киргиза је вазал Телеског каганата .
- 648-693. У кинеском царству Танг створена је област Јенисејских Киргиза - регион Јианкун .
- 758-840. Киргишким каганатом је у почетку владао Ујгурски каганат, али након 20-годишњег рата, Ујгурски каганат је пао.
- 840-924. Бартолд је овај период Киргиста назвао великом силом .
- До 924. јенисејски Киргизи су ослабили, територија њиховог каганата је сведена на долину реке Јенисеј, као и Алтај, са престоницом у Кемиџкету [3] .

## Прича
По први пут, термин "Киргиски каганат" предложио је руски и совјетски оријенталиста, турколог, В. АТ. Бартолд.
У 6. - 7. веку, јенисејски Киргизи са потчињеним народима тајге чинили су периферно наслеђе централноазијских држава, на чијем је челу био гувернер - Елтебер (кирг. Элтебер) Почетком 8. века локални бегови и инали, од којих је први био Барс-бек, почели су да се боре за отцепљење од каганата и формирање сопствене државе, тражећи титулу кагана .
У 9. веку - брзо растуће агресивно степска држава са обоженом породицом кагана.
Године 840. ова држава је уништила Ујгурски каганат, Киргизи су спалили главни град ујгурске престонице Кхара-Балгас  и проширили своју власт на Туву и Монголију. Гонећи остатке Ујгура, јенисејски Киргизи су се пробили до Иртиша и Амура, напали оазе Источног Туркестана. Овај период историје АТ. Бартхолд названа „киргиска велика држава“  .
Ратна-политичка експанзија јенисејских Киргиза на запад досегла је степске и шумско-степске области југа Западног Сибира. Ванземаљци из срца Азије, очигледно, постали су разлог одласка древних Угра-Мађара са Урала. О томе сведоче налази археолога на југу Чељабинске области (сахране тзв. „Тјухтјатске“ културе)  .

## Ратовање
Врховна власт кагана заснивала се на државном апарату заснованом на војној сили. Моћну војску, са десет хиљада округа (тумена Түмөн), у случају тешког рата, допунила је милиција. Оклопни витез јенисејског киргиз-алипа, наоружан копљем, мачем, бојном батином или кованим новцем, био је главна ударна снага коњице. Војску су водили сангуни (генерали). Између осталих титула - бек, таркхан, тутук, јарган (судија) итд. Број војске достигао је 100 хиљада војника, укључујући и ратнике вазалних народа. Од тога је 30 хиљада војника одабрано и регрутовано из јенисејских киргиза, а 70 хиљада ратници су регрутовани из Кисхтимс (вазалних народа).